# Ładoś-csoport

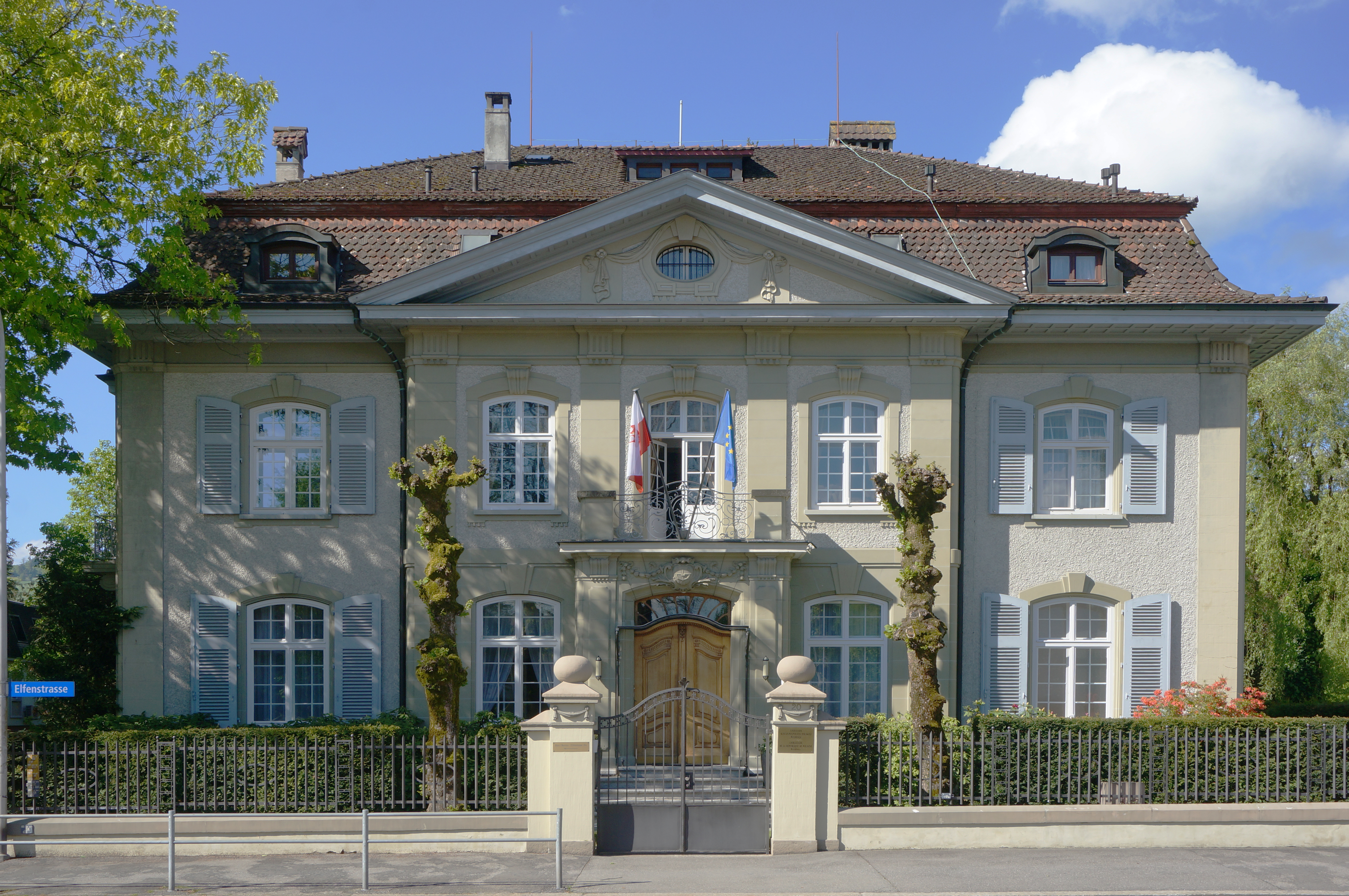
A Lengyel Köztársaság nagykövetségének rezidenciája Bernben

A Ładoś-csoport vagy berni csoport (lengyelül: grupa Ładosia vagy grupa berneńska, franciául: Groupe Ładoś vagy groupe bernois) egy olyan név, amelyet lengyel diplomaták és zsidó aktivisták egy csoportjának adtak, akik a második világháború alatt Svájcban megszervezték latin-amerikai útlevelek illegális előállítási rendszerét, hogy megmentsék az európai zsidókat a holokauszttól.

## A csoport összetétele
A csoport tagjai: négy diplomata a berni lengyel képviseletről, a RELICO (A Háború Zsidó Áldozatait Támogató Bizottság) képviselője, valamint az Agudat Yisrael ultraortodox izraeli párt képviselője. A hatból öten lengyel állampolgárok voltak, és fele zsidó volt.
A Ładoś-csoport tagjai:
- Aleksander Ładoś (1891–1963) berni lengyel nagykövet 1940–1945 között
- Abraham Silberschein (1881–1951) ügyvéd, cionista aktivista, a Lengyel Köztársaság Szejmének háború előtti helyettese, a RELICO bizottság alapítója
- Konstanty Rokicki (1899–1958) lengyel konzul Bernben 1939–1945 között
- Chaim Eiss (1876–1943) Ustrzykiben született kereskedő,[5] az Agudat Ysrael vezető alakja, lakóhelye Zürich.
- Stefan Ryniewicz (1903–1987) a lengyel képviselet tanácsadója az 1938–1945 közötti időszakban, Aleksander Ładoś helyettese
- Juliusz Kühl (1913–1985) a lengyel képviselet attaséja, a svájci zsidó diaszpórával való kapcsolattartás szakértője.

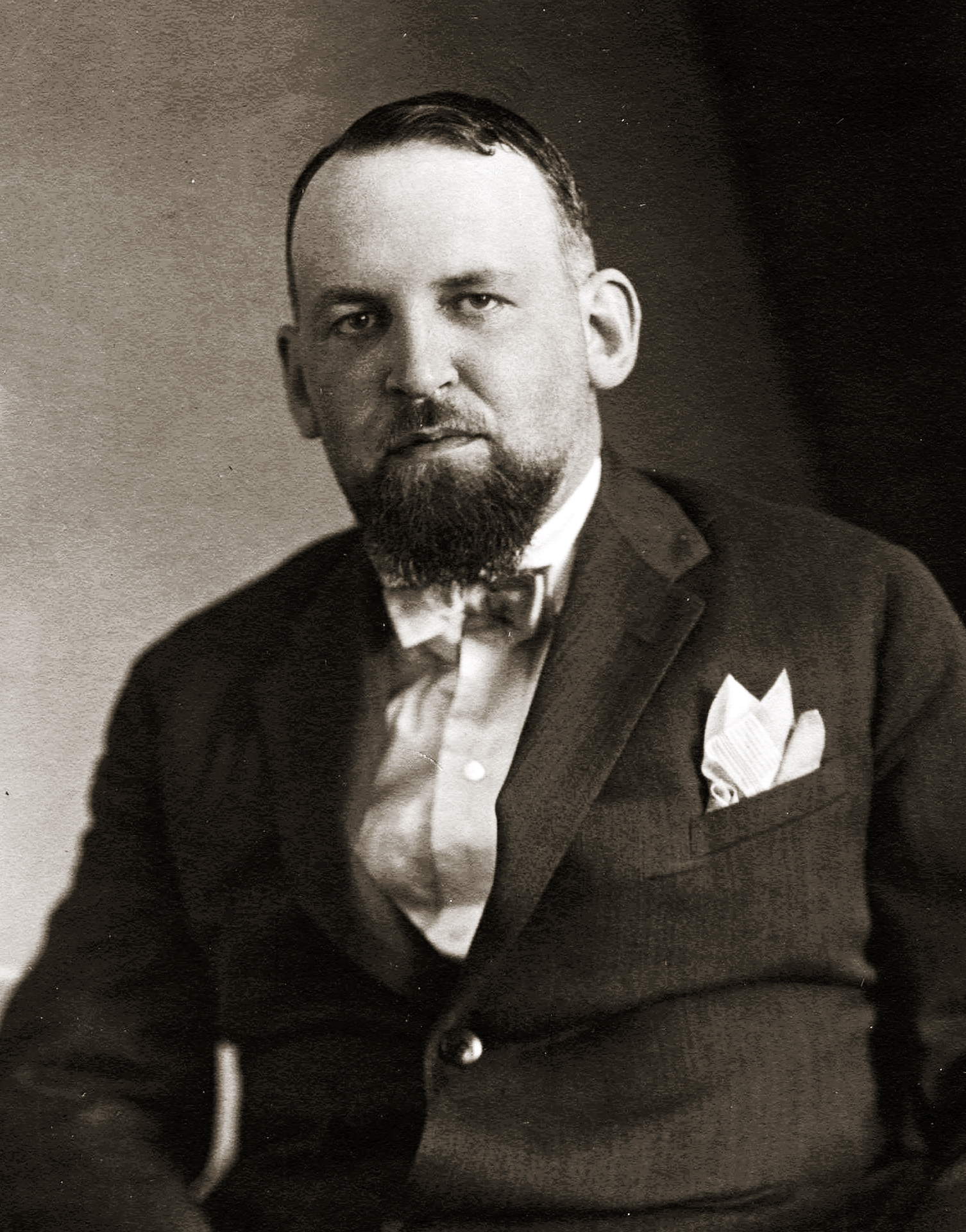
Aleksander Ładoś
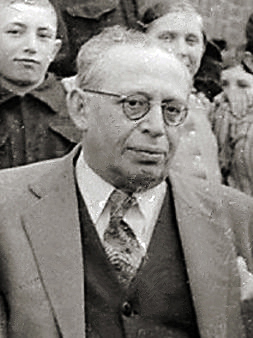
Abraham Silberschein
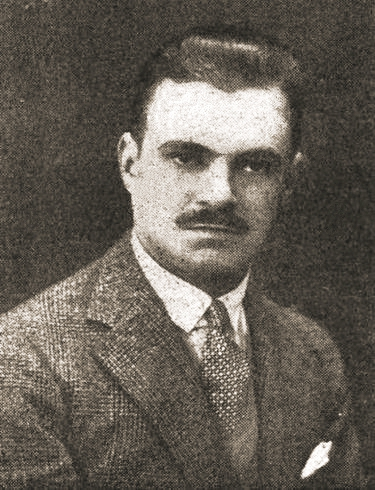
Konstanty Rokicki
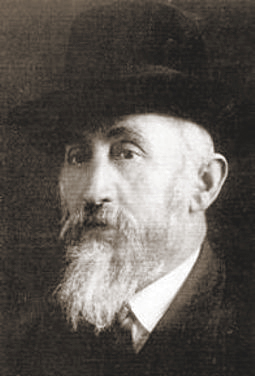
Chaim Eiss
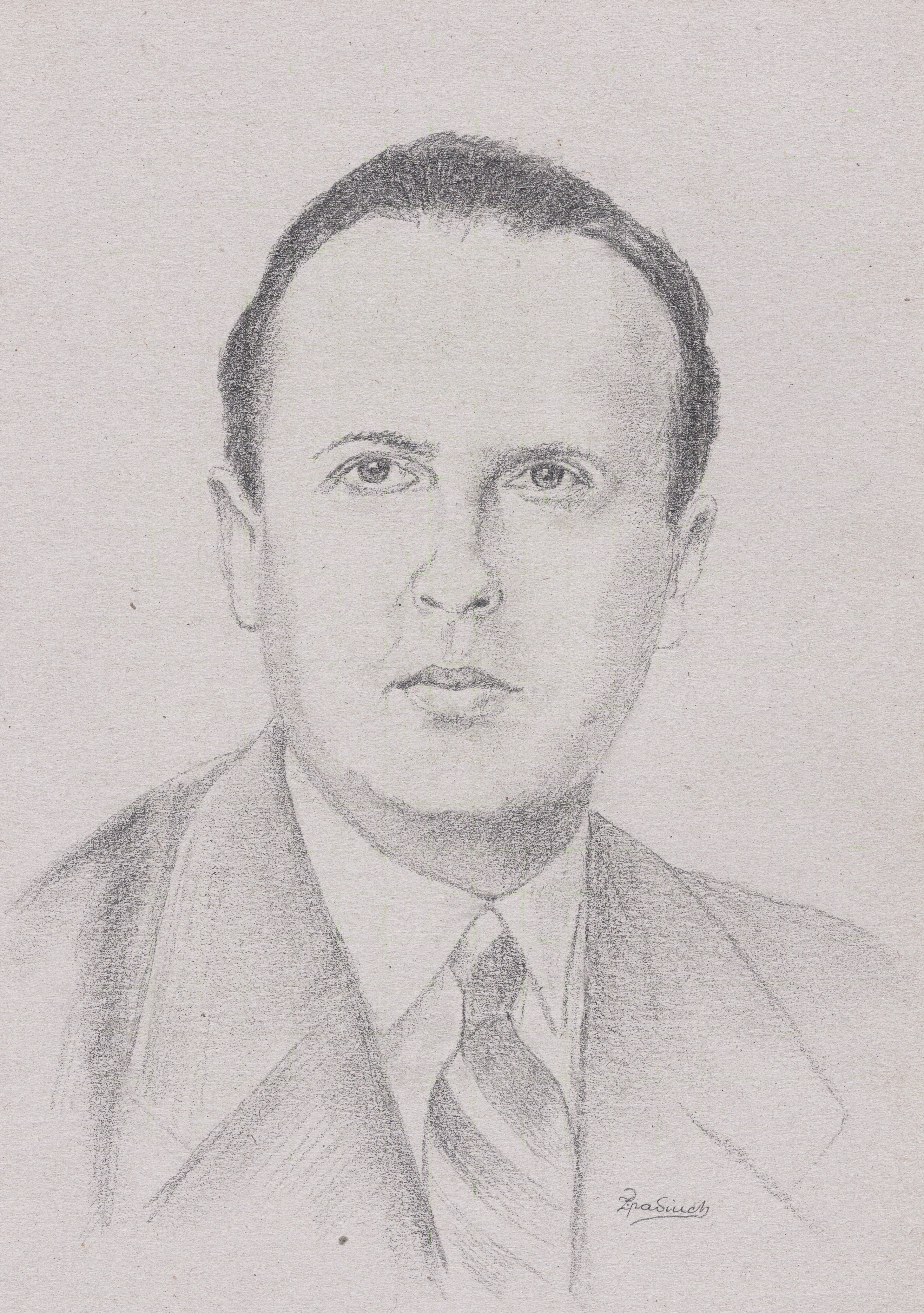
Stefan Ryniewicz
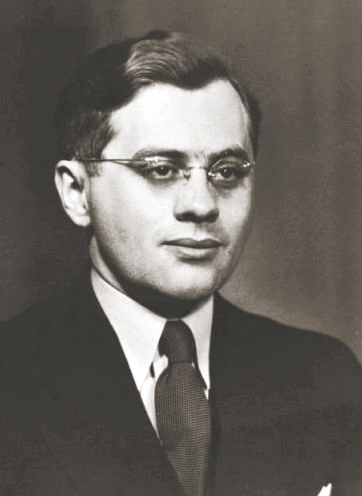
Juliusz Kühl

A Ładoś-csoport félig informális szerkezetű volt, tagjai közötti kapcsolatok aszimmetrikusak voltak. Konstanty Rokicki volt az, aki a leginkább részt vett az útlevelek beszerzésében és kitöltésében; Abraham Silberschein, Chaim Yisroel Eiss és Alfred Schwarzbaum (zsidó mentőaktivista, Będzinből menekült) útlevelek, fényképek és személyes adatok csempészetével foglalkoztak Bern és a német által elfoglalt Európa között, és a művelet finanszírozásának jelentős részét biztosították. Aleksander Ładoś és Stefan Ryniewicz szerepe az volt, hogy biztosítsa a diplomáciai fedezetet a berni diplomáciai testület körében, és megakadályozza a svájci hatóságokat a művelet feloszlatásában. Ładoś és Ryniewicz egyaránt beavatkoztak ebbe az ügybe 1943-ban, és érveltek Marcel Pilet-Golaz svájci külügyminiszter és Heinrich Rothmund rendőrségi vezető előtt. Juliusz Kühl, aki a háború kitörésekor 26 éves volt és doktori tanulmányokat végzett a Berni Egyetemen, elősegítette a zsidó szervezetek és a küldöttség közötti kapcsolatokat. A későbbi években a konzuli részleg vezetőjének helyettesévé is kinevezték. Valószínűleg az üres útlevél illegális szállításával is foglalkozott.

## Történelmi háttér
1939 szeptemberében Lengyelországot a náci Németország és a Szovjetunió támadta meg, és két megszállási zónára osztották. Közel 36 millió lengyel állampolgár, köztük több mint 3 millió zsidó volt német és szovjet uralom alatt. Ugyanakkor a lengyel kormány megtagadta az átadást, és 1939. szeptember 17-én átlépte a Románia határát, ahol internálták. Az 1935-ös alkotmánynak megfelelően Ignacy Mościcki elnök Władysław Raczkiewiczet jelölte ki utódjává. Emellett új, száműzetésben lévő lengyel kormányt alakítottak Párizsban, és megkezdte a fegyveres erők újjáépítését Franciaországban. A kormány, amelyet jelenleg Władysław Sikorski tábornok vezet, átvette az irányítást a lengyel állam egész külföldön lévő tulajdona felett, ideértve a diplomáciai képviseletek hálózatát is. A németek franciaországi inváziója után a kormány Londonba költözött, ahonnan folytatta a harcot a németekkel. Nyugat-Európa kontinentális részén a száműzetésben lévő lengyel kormányt Svájc, Portugália, Spanyolország és Svédország küldöttségei képviselték. Más országok vagy német megszállás alá kerültek, vagy a németek nyomása alatt bezárták a lengyel diplomáciai missziókat. Svájcban a Bern küldöttsége az Elfenstrassén található, Kirchenfeld diplomáciai kerületében. Ezenkívül 1940 óta bérbe adtak egy másik épületet, amely a konzuli részleget adta a Thunstrassén. 1940 áprilisa óta a küldöttséget Aleksander Ładoś, a háború előtti Lettország képviselője (1923–26) és München főkonzulja (1927–31) vezette. Ładoś a invázió után elhagyta Lengyelországot, és rövid ideig Władysław Sikorski kormányának tagjaként szolgált. Amikor a berni posztba lépett, a másik három diplomaták – már ott dolgoztak: Ryniewicz 1938-tól, Kühl és Rokicki 1939-től. Rokicki és Ryniewicz ismerkedtek egymással korábbi rigai posztjukban (1934–36), és valószínűleg közel álltak egymáshoz egy barátságos kapcsolatban. Csak Bernben találkoztak Kühllel és Ładośsal. Abraham Silberschein, akinek a 21 Cionista Kongresszus küldöttségének kellett volna lennie, röviddel a háború kitörése előtt Lvivből jött Genfbe. Chaim Yisroel Eiss a 20. század eleje óta Svájcban tartózkodott, és Zürichben volt boltja. A zsidó szervezetek mindkét képviselője nem ismerte egymást a háború előtt, és politikailag nagyon távol voltak.

## Az útlevelek generálása és gyártási modellje
Juliusz Kühl szerint a hamis útlevél előállításának ötletét 1940 karácsony éjjel találták ki, és nem volt semmiféle összefüggésben a holokauszttal. Több tucat paraguayi dokumentumot készítettek azzal a céllal, hogy lehetővé tegyék a Szovjetunió által elfoglalt területek befolyásos zsidóinak Japánon keresztüli menekülését. A küldöttség Paraguay tiszteletbeli konzulját, Rudolf Hügli berni jegyzőkönyvet azonosította, aki kész volt az útlevelek eladására és körülbelül 30-at vásárolt meg. Nem ismert, ki töltötte ki őket és hogyan küldték őket a Szovjetunióba. Kezdetben azt feltételezték, hogy az ilyen tevékenységeket külön lehet elvégezni, mivel a rendszer felfedhető. A későbbi években azonban a hasonló dokumentumok készítése folytatódott. A legismertebb példa az útlevele, amelyet Eli Sternbuch kapott feleségének, Guta Eisenzweignek és édesanyjának 1941 novemberében. A Sternbuch család azt Juliusz Kühl kapcsolatba vételével szerezte meg. Nem tudjuk, ki töltötte ki ezt a dokumentumot. 1957-ben Jad Vasem tanulmánya szerint újabb útlevél létezik – különösen 1941-ben a Szovjetunió német inváziója során és a zsidó gettók létrehozása után. Egyes esetekben az ilyen okmányok hordozói mentesültek a gettókban élési és a sárga csillagos karszalag viselésére vonatkozó kötelezettség alól. Az útlevéllel való tömeges gyártás 1942-ben kezdődött, a wannseei konferencia után, amikor az európai zsidók tömeggyilkosságáról döntöttek. Ettől a pillanattól kezdve a latin-amerikai országok útlevelei védettek voltak a náci német koncentrációs táboraiba történő kitoloncolástól, mivel azok tulajdonosát németországi internálótáborba küldték és Franciaországot elfoglalták. A műveletet kezdetben kaotikusan hajtották végre, ami növelte a visszaesés lehetőségét. Ez volt az oka annak, hogy a küldöttség 1942-ben felkereste Abraham Silberscheint.
A rendőrség nyomozása alatt Silberschein a következõképpen írta le: „A berni lengyel képviseletben találkoztam Ryniewicz úr I. titkárnőjével és Rokicki úrral, aki a konzuli szekciót irányítja. Mindkét úr felhívta a figyelmüket arra a tényre, hogy Svájcban néhány ember foglalkozik a latin-amerikai országok útleveleinek átadásával a lengyelek számára a Németország által elfoglalt országokban. Ezek az útlevelek lehetővé teszik tulajdonosuk számára, hogy javítsák helyzetüket. Valódi „fekete piac” volt az útlevelekkel. A küldöttség uraim kifejezték azon vágyaikat, hogy vállalom a felelősséget az ügyért, amit én a RELICO nevében is tettem”.

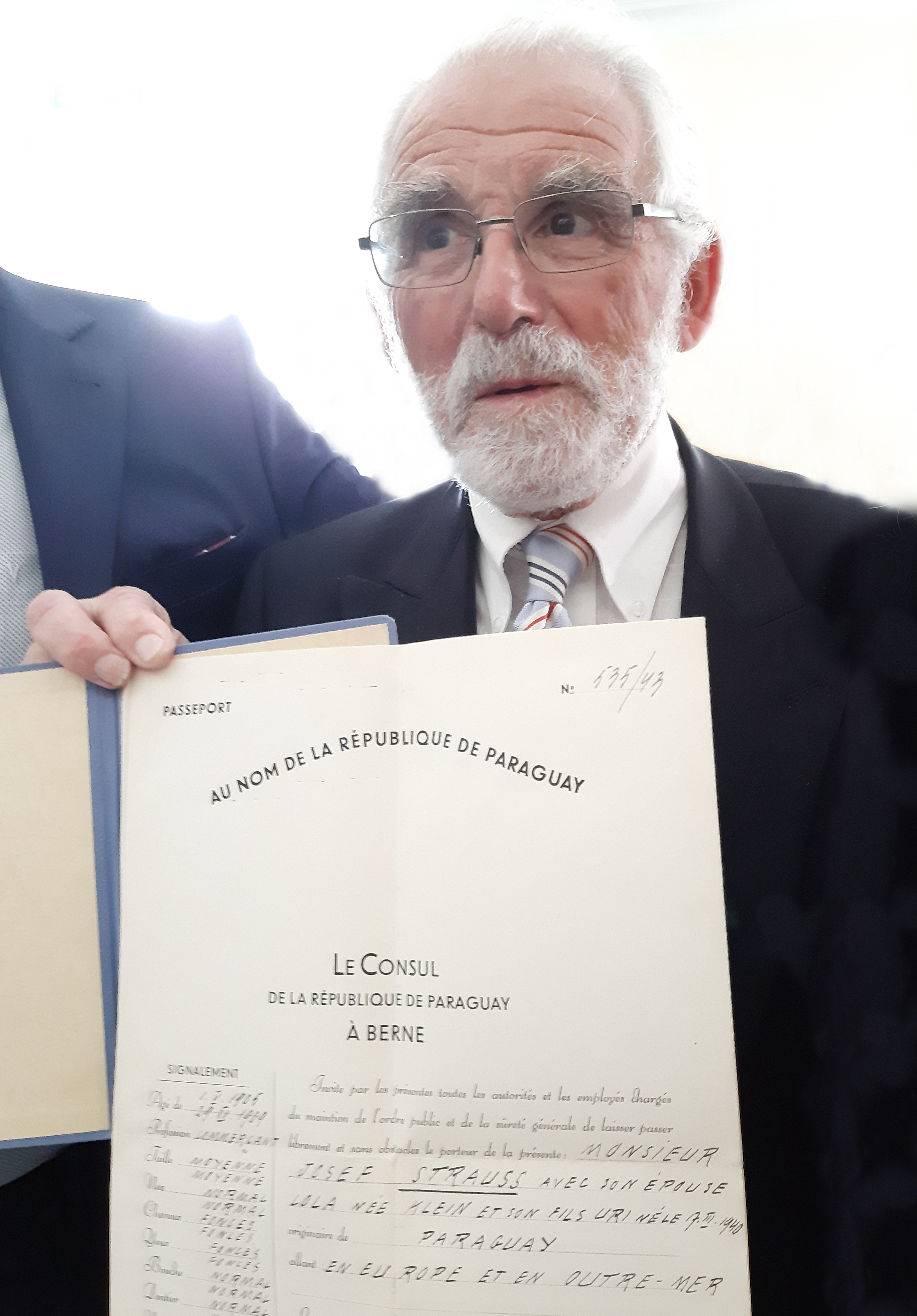
Uri Strauss, a Ładoś-csoport hamis paraguayi útlevéllel mentette meg

## Paraguayi útlevelek
A rendszer lényegét a RELICO legalizálási tengely képezte. Silberschein az útlevél-birtokossá válni szándékozó személyek listáját elküldte Rokickinek, aki nyilvántartotta őket, és Paraguay útleveleit készítették el hozzá. A Silberschein és Rokicki közötti 1942 és 1943 közötti tipikus levélváltás magában foglalta Silberschein levelét azon személyek listájával, akiknek a dokumentumokat át kellett adni. Rokicki pedig Silberscheint küldte kitöltött útlevelekkel vagy azok közjegyző által hitelesített másolataival, valamint Rudolf Hügli konzul levelével, amelyben arról tájékoztatták, hogy az útlevél birtokosai paraguayi állampolgárságot kaptak. Emellett számos külön megerősítést kaptunk Paraguay állampolgárságáról. Az ilyen dokumentumok címzettjeinek listája több ezer nevet tartalmazott. Első pillantásra úgy tűnik, hogy a paraguayi útlevelek túlnyomó részét 1942. december 18–30-án adták ki, és egyiket sem töltötték ki 1943-ban. A Silberschein és Rokicki közötti levelezés, amely a Jad Vasem archívumában elérhető, azt mutatja, hogy ezeknek az útleveleknek késő volt (bizonyíték van arra, hogy több 1942. december 30-i útlevél került kiadásra 1943 őszén). Paraguay útleveleinek túlnyomó többségében Konstanty Rokicki kézírásának nyoma van, de vannak olyan útlevelek is, amelyek más írással vannak kitöltve. A legvalószínűbb változat, hogy Juliusz Kühl vagy Stefan Ryniewicz, aki maga is tapasztalt konzul, tölti ki őket. Útlevelet adtak ki Lengyelország, Hollandia, Szlovákia és Magyarország zsidó állampolgárai, valamint a német állampolgárságuktól megfosztott zsidók számára. A Jad Vasemi Silberschein-i levéltárban található útlevelek sorszáma szerint ezeknek a dokumentumoknak legalább három sorozata készült, összesen legalább 1056 darab. Sok esetben egy vagy két embert említenek az útlevelekben. Könnyen felmérhető, hogy legalább 2100 ember részesült e dokumentumok kedvezményezettjeiben. Minden útlevél 500 és 2000 svájci frank között volt. A pénzt lengyel diplomaták – Rokicki, Kühl és Ryniewicz – adták át Rudolf Hüglinek, és hatalmas jövedelmet hoztak neki. Összehasonlításképpen: Aleksander Ładoś akkori havi fizetése 1800 frank, Juliusz Kühlé pedig 350 frank volt.

## Perui és el salvadori útlevelek
1943-ban Silberschein kapcsolatot létesített a perui konzullal, José Barretóval Genfben. Baretto 10–12 ezer frankért 28 útlevelet adott át Silberscheinnek. A perui főkonzul, akit erről a manőverről tájékoztatták, elutasította Barretót. Ebben az esetben vita merült fel Silberschein és Ryniewicz között, akik korábban azzal vádolták, hogy a saját kezén cselekedett, és az összeesküvés hasonlóságává tette az ügyet. A levélből kitűnik, hogy a lengyel képviselet teljes információkat kért az akcióról. Ryniewicz a Barreto megmentése és az ügy lefedése érdekében sikeres beavatkozást is tett, és a limai lengyel küldöttség hasonló fellépésére ösztönözte. 1943-ban Silberschein kapcsolatot létesített Salvador genfi főkonzulátusának zsidó alkalmazottjával, George Mandel-Mantellóval. Mantello – valószínűleg konzulának – Arturo Castellanos beleegyezésével – kitöltött útlevelet és állampolgársági igazolást adott neki. A lengyel küldöttséget valószínűleg tájékoztatták a kiadott útlevelek számáról és a Silberschein-Mantello közötti kapcsolatokról, de nincs bizonyíték arra, hogy részt vett a dokumentumok előállításában. Arturo Castellanost 2010-ben Jad Vasem, a Világ Igazának nyilvánította.

## Honduras, Haiti és más országok útlevelei
Hondurasi útlevél esetében Silberschein közvetlenül kapcsolatba lépett Anton Bauerrel, a korábbi hondurasi tiszteletbeli konzullal, aki ellopta a pecsétet és illegálisan kiállította a dokumentumokat berni irodájában. Silberschein leveleinek címzettje Bauer lánya – Isabella volt. Egy esetben azonban nyomokat láthatunk az útlevél megszerzésében Rokicki útján. 1943. május 27-én Silberschein felkérte őt, hogy szervezzen útlevelek sorozatát a következő napra, és röviddel ezután legalább két hondurasi útlevelet adtak ki.

## A mentési erőfeszítések eredménye
1944 januárjában Silberschein beszámolt arról, hogy az akciónak köszönhetően mintegy tízezer embert mentettek meg a német koncentrációs táborai küldésükhöz. Elmondása szerint a latin-amerikai útlevél hordozóit a német Tittmoning, Liebenau és Bölsenberg internálótáborokban, valamint a Franciaországban a vitteli internálótáborban helyezték el. 1944 márciusában a németek felszámolták az utóbbit, és 200–300 foglyot gyilkolták meg, ám a más helyeken tartózkodók inkább megkíméltek. A Silberschein levéltárának egyik dokumentuma szerint röviddel a Bergen-Belsen altábor felszabadítása előtt több mint 1100 útlevéllel rendelkezett. Silberschein azt is írta, hogy sokukkal már 1946 májusában Lengyelországban tett látogatása során találkozott.
2019 decemberében a varsói Pilecki Intézetben bemutatták a Ładoś-csoport által kiállított 3262 útlevéllel rendelkező személy nevét. Becslések szerint azonban az útlevélhordozók 5000–7000 neve továbbra sem ismert. A kutatást Jakub Kumoch vezetésével végzett csapat végezte az Arolsen Archívumban – a Náci üldöztetés Nemzetközi Központjában, Jad Vasemben és az Új Fájlok Archívumban Varsóban.

## A Ładoś-csoport az irodalomban
A tanulmányok többsége a zsidók megmentésének hitelt nyújt a csoport egyes tagjai számára. Ennek oka az a tény, hogy a csoport összeesküvésben cselekedett, és annak tagjai által felírt holisztikus emlékek hiánya miatt. Aleksander Ładoś bejelentette a mentési akció leírását a harmadik, befejezetlen emlékezetben, de a történet megírása nélkül halt meg. A Ładoś-csoport diplomatái – Ładoś, Rokicki, Kühl és Ryniewicz – az Agudat Israel 1945 januárjának megköszönő levélében kerültek megnevezésre. Agnieszka Haska 2015-ben cikket tett közzé a zsidók megmentéséről a lengyel diplomaták által Bernben. 2017 augusztusában Markus Blechner, a zürichi lengyel tiszteletbeli konzul, Zbigniew Parafianowicz és Michał Potocki újságírókkal együtt ismertette a rendszert, elismerve az összes csoporttag hozzájárulását az útlevéltulajdonosok életben maradásához. A latin-amerikai útlevél kérdéséről Władysław Szlengel, a lengyel-zsidó költő, a varsói gettóban írt Útlevelek versének szerzője írt verset.

## Eiss-archívum
Számos, a Ładoś-csoporttal kapcsolatos dokumentumot a lengyel kulturális minisztérium Markus Blechner tiszteletbeli konzul közreműködésével szerzett meg 2018-ban Izraelben egy magángyűjtőtől. Ez volt az Eiss-archívum (Eiss zsidó rabbiról elnevezve, aki a csoport tagja volt). 2019 januárjában a svájci lengyel nagykövetségen állították ki, majd később átadták az Auschwitz-Birkenau-i Állami Múzeumnak Lengyelországban.

## Bibliográfia
- Michał Potocki, Zbigniew Parafianowicz: Forgotten righteous. Polish envoy in Bern saved hundreds of Jews from the Holocaust (angol nyelven), 2017. augusztus 8. (Hozzáférés: 2020. július 30.)
- Polak na polecenie rządu ratował Żydów od Holokaustu. Świat się o tym nie dowiedział (lengyel nyelven), 2017. augusztus 8. (Hozzáférés: 2020. július 30.)
- Jak Grupa Berneńska ratowała Żydów. Ambasador RP przedstawił dokumenty, 2018. február 5. (Hozzáférés: 2020. július 30.)
- Szwajcaria - Karczewski. Oddajemy cześć tym, którzy tworzyli łańcuch dobrych serc (lengyel nyelven), 2018. február 12. (Hozzáférés: 2020. július 30.)
- Petrović, Petar: Ambasador Polski w Szwajcarii: Polacy pomagali przy wykupie Żydów z rąk nazistów. Alianci byli temu przeciwni. polskieradio.pl, 2018-02-12. (Hozzáférés: 2020. július 30.)
- Sternbuch, Gutta; Kranzler, David (2005). Gutta: Memories of a Vanished World. A Bais Yaakov Teacher’s Poignant Account of the War Years with a Historical Overview. Jerusalem-New York. ISBN 9781583307793.
- Eck, Nathan (1957). The Rescue of Jews with the Aid of Passports and Citizenship Papers of Latin American States. Yad Vashem Studies.
- Agnieszka Haska: „Proszę Pana Ministra o energiczną interwencję”. Aleksander Ładoś (1891–1963) i ratowanie Żydów przez Poselstwo RP w Bernie (lengyel nyelven) pp. Zagłada Żydów. Studia i Materiały R. 2015, nr 11, oo. 299-309. Centrum Badań nad Zagładą Żydów, 2015. (Hozzáférés: 2020. július 30.)
- Ambasada RP w Szwajcarii: konsul wystawił w latach 40. paszporty dla ok. 2 tys. Żydów. pap.pl, 2018. február 24. (Hozzáférés: 2020. július 30.)

## Más források
- Abracham Silberschein archívum, Jad Vasem digitális gyűjtemény
- Swiss Federal Archives, Bern, E 2809/1/3, E 4800 (A) 1967/111/328, B.23.22.Parag-OV – dossier Hügli, C 16/2032 – dossier Silberschein, dossier A. Bauer
- Alekszandr Ładoś befejezetlen emlékezete, IX.1.2.19, Katonai Történeti Iroda, Varsó, Lengyelország
- Dokumentumok Aleksander Ładoś-ra vonatkozóan, Az Állami Levéltár Lengyelországban– Archiwum Akt Nowych [hozzáférés 2018/03/14]
- Metcalfe, Percy (2019-12-12). "New evidence of how Polish diplomats helped Jews survive Holocaust with fake passports". Notes From Poland.

## Fordítás
- Ez a szócikk részben vagy egészben  a(z)   Ładoś Group című angol Wikipédia-szócikk fordításán alapul.  Az eredeti cikk szerkesztőit annak laptörténete sorolja fel. Ez a jelzés csupán a megfogalmazás eredetét és a szerzői jogokat jelzi, nem szolgál a cikkben szereplő információk forrásmegjelöléseként.
- Ez a szócikk részben vagy egészben  a   Grupa Ładosia című lengyel Wikipédia-szócikk fordításán alapul.  Az eredeti cikk szerkesztőit annak laptörténete sorolja fel. Ez a jelzés csupán a megfogalmazás eredetét és a szerzői jogokat jelzi, nem szolgál a cikkben szereplő információk forrásmegjelöléseként.